# Raúl Alfonsín

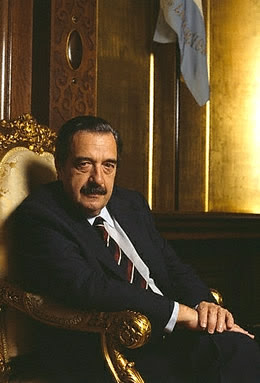
Raúl Alfonsín, 1984.

Raúl Ricardo Alfonsín Foulkes, född 12 mars 1927 i Chascomús, provinsen Buenos Aires, död 31 mars 2009 i Buenos Aires, var en argentinsk politiker och Argentinas president 1983–1989.
Alfonsín var 1973-95 ledare för Radikalpartiet, och gav under sin ledning partiet en socialdemokratisk inriktning. Han var under militärdiktaturen 1976–1983 en hård kritiker av densamma, men valde efter att 1983 ha valts till president en mer kompromissvänlig linje för att konsolidera demokratin. För att komma till rätta med den ekonomiska krisen i landet genomförde han hårda åtstramningar. Detta ledde till konflikter med bland annat fackföreningarna och han förlorade valet 1989. Efter det för Radikalpartiet dåliga valet 1995 lämnade han politiken.
Alfonsin avled i lungcancer den 31 mars 2009.